# Sis Hores de Cançó
Las Sis Hores de Cançó (Seis Horas de Canción) de Canet de Mar fue un multitudinario festival de nueva canción catalana del que se celebraron ocho ediciones anuales: desde 1971 hasta 1978. 
El origen del festival cabe hallarlo en la iniciativa del grupo scout de Canet de Mar, que empezó a organizar recitales como una forma de recabar fondos para poder llevar a cabo las actividades de escultismo propias de la entidad. Desde 1974 hasta 1978, la organización corrió a cargo del grupo La Trinca a través de su empresa Pebrots Enterprises. Las Sis Hores de Cançó se convirtieron en el principal escaparate en la popularización de la Canción catalana en los 70, con asistencias que llegaron a los 60.000 espectadores, y al mismo tiempo era un foco donde se expresaban las reivindicaciones de libertad y catalanismo en la convulsa época de finales del franquismo y la transición. Fue allí, por ejemplo, donde en 1975, burlando la censura, se cantó en público la canción popular Els Segadors por primera vez desde el inicio de la dictadura.
A lo largo de las ocho ediciones de las Sis Hores actuaron todos los cantantes en catalán más importantes del momento, entre los cuales destacan Lluís Llach, La Trinca, Toti Soler, Maria del Mar Bonet, Francesc Pi de la Serra y Ovidi Montllor, que fue el único que  actuó todos los años. Raimon solo  actuó en 1976.
El festival Sis Hores de Cançó tenía como referente a los festivales multitudinarios anglosajones de finales de los años sesenta, y al mismo tiempo se ha convertido el referente para el actual festival Canet Rock.

## Contexto
La situación sociopolítica de finales de los años 60 y principios de los 70 del siglo XX era de represión por parte de la dictadura franquista contra cualquier tipo de manifestación cultural catalana, y toleraba sólo aquellas que, por ser muy minoritarias, consideraba que no suponían ningún tipo de amenaza. En este contexto, la aparición de la Nova Cançó, impulsada sobre todo por Els Setze Jutges, supuso un intento de llenar un vacío en la cultura catalana mediante la música moderna, siguiendo el modelo de la canción francesa, del mismo modo que otras entidades lo hacían en el campo de la novela, la poesía, el escultismo, el arte, etc. Por otro lado, a pesar de que la Nova Cançó no nació como una actividad politizada sino como una forma de resistencia cultural, poco a poco los nuevos cantantes y el público que los seguía convertían los conciertos en un espacio de reivindicación política, contra la opresión del franquismo y a favor de la Libertad de Cataluña. En este mismo sentido, es también a finales de los años 60 cuando nacen entidades como Òmnium Cultural, aparecen publicaciones como Serra d'Or y Nous Horitzons, y revistas culturales como Cavall Fort, Oriflama y Presència, y se producen episodios como la Capuchinada.
Al mismo tiempo, el modelo que se tenía en el horizonte eran los festivales de música multitudinarios del mundo anglosajón de esa época, como el Festival de la Isla de Wight de 1967, el de Woodstock el 1969, el de Nueva York o el de Watkins Glen el 1973, entre muchos otros.

## Origen
El Grupo Scout de Canet, formado en 1969, organizaba excursiones y salidas de campamentos. Como otras muchas entidades del movimiento scout, que estaba floreciendo en aquella época, tenía un modelo que potenciaba los valores, el país, las habilidades manuales, el trabajo, la educación de la libertad y la responsabilidad y un estilo de vida en equipo. A fin de reunir dinero para abaratar los costes de los campamentos, empezaron a desarrollar actividades como lotería de Navidad, sorteos, venta de pegatinas, etc. Así pues, el grupo de Pioneros de los boy escouts empezaron a organizar recitales de Canción, con fines lucrativos para mejorar e intensificar las salidas, que más adelante se convertirían en las Sis Hores de Cançó.
El primero de esos recitales, y el que podría considerarse el embrión del festival, fue organizado en las pistas del Tenis Club, en agosto de 1969 por el Grupo Pioneros de los Scouts de Canet, el adalid de los cuales era Joan Ramon Mainat, hermano de Josep Maria Mainat de La Trinca. Actuaron Lluís Llach, Ovidi Montllor y Francesc Pi de la Serra. Asistieron unas 500 personas. En abril de 1970 organizaron otro recital, con una asistencia de 800 personas, donde se hizo la presentación oficial del grupo La Trinca, originario también de Canet, y donde actuó también Maria del Mar Bonet y Miquel Cors, que sustituía a Marià Albero.  En agosto del mismo año otro recital desbordó la capacidad del Odeon de Canet, con Raimon y Pi de la Serra, con dos mil personas. Muchos tuvieron que escuchar el concierto desde fuera. Y esto después de la suspensión por parte del Gobierno Civil de una actuación de Lluís Llach que ya estaba anunciada en julio (Llach no pudo cantar en el estado español entre 1970 y 1973).

## Las ocho ediciones del festival
Primera edición
La primera edición del festival tuvo lugar el 18 de septiembre de 1971, en el Anfiteatro del Maresme, organizada por el grupo de Pioneros de los Scouts de Canet de Mar, entre los que estaban Javier Sardà, (quién será conocido más adelante como presentador radiofónico y televisivo) y Joan Ramon Mainat (más adelante periodista y director de Radio 4, actualmente miembro de la productora televisiva Gestmusic). Ante una asistencia de 1.800 personas actuaron: Teresa Rebull, Ovidi Montllor, Joan Baptista Humet, Falsterbo 3, Enric Barbat, Maria del Mar Bonet y los participantes del espectáculo Una de barrets (Llorenç Torres, Los Pencas, Toni Llovet, Araceli Banyuls y Josep Bisbal) un espectáculo creado en La Cova del Drac de Barcelona con el ganador y los finalistas de la primera edición del concurso Promoción de Nuevas Voces.
Segunda edición
La segunda edición del festival se celebró el 9 de septiembre de 1972 en el campo municipal de deportes, con una asistencia de 2500 personas. Actuaron: Dolors Laffitte, Pere Tàpies, Hámster, Enric Barbat, Isidor, Ovidi Montllor, Maria del Mar Bonet, Miquel Cors y Toti Soler.
Tercera edición
Tuvo lugar el 7 de julio de 1973, también en el campo municipal de deportes, y en esta ocasión el grupo musical La Trinca se corresponsabilizó también de la organización. Actuaron en esta edición: el mismo grupo La Trinca, Pere Tàpies, Arrels, Pau Riba con Toti Soler, Ovidi Montllor y Francesc Pi de la Serra. El público asistente sumó más de 5.000 personas con lo que el festival se consolidó y tomó carrerilla.
Cuarta edición
Considerado ya por las autoridades como difícilmente controlable, el festival empezó a tener problemas. El Gobierno Civil consideró que el grupo scout carecía de fundamento legal para organizar ese tipo de actos, y por lo que crearon el grupo Truc, que organizó el festival junto con la empresa Pebrots Enterprises, la empresa de la Trinca. Se celebró el 31 de agosto de 1974 y fue la última edición que se llevó a cabo en el campo de fútbol, puesto que hubo dificultades para albergar la asistencia de 15.000 personas. Los cantantes participantes fueron: Toti Soler, Joan Isaac, Dolors Laffitte, Pere Tàpies, Ovidi Montllor, Pi de la Serra y Lluís Llach, que  actuaba por primera vez.  En esta edición de 1974 fue detenido un joven que lanzaba octavillas y dos de los organizadores, Joan Ramon Mainat y Toni Cruz, fueron retenidos doce horas por la Guardia Civil.
Quinta edición
La quinta edición reunió 30.000 personas, el día 12 de julio de 1975, y, vista la insuficiente capacidad del campo de fútbol, se celebró en el Pla de en Sala, un terreno de 60.000 m² que la organización acondicionó con lavabos, bar, sala de prensa, y se destinó un espacio a la Cruz Roja. Después de serias dificultades para obtener el permiso, las actuaciones fueron a cargo de: Marina Rossell, Teresa Rebull, Dolors Laffitte, Uc, Pere Tàpies, Maria del Mar Bonet, La Trinca, Ovidi Montllor, Rafael Subirachs y Pi de la Serra. Hay que destacar que fue en este concierto cuando se interpretó por primera vez en público, después de la Guerra Civil, la canción "Catalunya, comtat gran", romance popular que es la base del himno Els Segadors, interpretada por Rafael Subirachs, después de unas piezas de carácter sensible e intimista sobre poemas, que no gustaron al público ávido de canciones fuertes. También fue este año cuando el festival se desdobló en el Canet Rock, dedicado al rock y músicas alternativas, y subtitulado Doce Horas de Música y Locura. También en 1975 se produjo el intento de descentralizar el festival de Cançó creando otras "Seis Horas" en las provincias de Lérida (en Bellpuig), Gerona (en Figueres) y Tarragona (en Reus). La iniciativa era también de Pebrots Enterprises, pero no logró salir adelante debido a la prohibición de los respectivos Gobiernos Civiles, siguiendo órdenes que venían directamente de Madrid, por el nerviosismo del poder ante las concentraciones de juveniles.
Sexta edición
Celebrada el 24 de julio de 1976, en el Pla de en Sala, es la edición en la que la asistencia llega a su tope, con 60.000 personas. Actuaron: Al Tall, Coses, Ramon Muntaner, Uc, Pere Tàpies, La Trinca, Maria del Mar Bonet, Ovidi Montllor, Pi de la Serra y Raimon. El Gobierno Civil dificultó hasta el último momento los permisos para la celebración del festival, y más teniendo en cuenta que coincidía con el paso por Canet de la prohibida y perseguida Marcha de la Libertad. Hubo una fuerte presencia policial desde las horas previas, y se produjo un apagón de luz debido al atentado de un grupo de extrema derecha. A pesar de esto, el concierto no se suspendió y se retomó después de solucionar la avería, sin presencia de desórdenes por parte del público (que es lo que posiblemente perseguía el atentado). Sin embargo, la empresa Pebrots Enterprises fue multada con dos millones de pesetas por presuntos desórdenes, mientras que los autores del atentado nunca fueron perseguidos. Esto fue ampliamente comentado en la prensa y creó indignación general.
Séptima edición
En la edición de 1977, el festival, seriamente perjudicado por la lluvia, reunió 40.000 personas, también en el Pla de en Sala. Los cantantes que  actuaron fueron: Celdoni Fonoll, Ovidi Montllor, Ramon Muntaner, Pere Tàpies, Pi de la Serra, Marina Rossell, Coses, Els Pavesos, Lluís Miquel i els 4 Z  y Lluís Llach.
Octava edición
En 1978 se celebró la última edición del festival, con la presencia de 50.000 personas. actuaron: Al Tall, Marina Rossell, Maria del Mar Bonet, Joan Isaac, Ramon Muntaner, La Trinca, Pi de la Serra, Ovidi Montllor, Pere Tàpies y Els Pavesos. Al año siguiente ya no se celebró. Según se ha dicho, fue debido a la falta de disponibilidad de las dos figuras más destacadas, Lluís Llach y Raimon. Y finalmente, en 1981, ya en periodo democrático, el acto fue prohibido por el alcalde de Canet, cosa que no se habían atrevido a hacer las autoridades franquistas.